# فيولا ريتشارد
فيولا ريتشارد (بالإنجليزية: Viola Richard)‏ ( 26 يناير 1904- 28 ديسمبر 1973). هي ممثلة وكاتبة أمريكية ذاع صيتها في زمن الأفلام الصامتة.

## حياتها
ولدت فيولا ريتشارد في مدينة لافاييت بولاية لويزيانا بالولايات المتحدة الأمريكية في أسرة فقيرة. بدأت العمل في التمثيل في الأفلام الصامتة في عام 1926، وقدمت العشرات من الأفلام في الفترة ما بين 1926 و 1970. توفيت في 28 ديسمبر 1973 عن عمر يناهز 69 عامًا.

## وصلات خارجية
- فيولا ريتشارد على موقع IMDb (الإنجليزية)
- فيولا ريتشارد على موقع قاعدة بيانات الفيلم (الإنجليزية)